# Bosc Hoia
El bosc Hoia (en romanès: Pădurea Hoia; en hongarès: Hója-erdő) és un bosc situat a l'oest de la ciutat de Cluj-Napoca, prop de la secció a l'aire lliure del Museu Etnogràfic de Transsilvània. El bosc s'utilitza com a destinació d'esbarjo comú. En els darrers anys s'ha incorporat al bosc un parc per bicis, juntament amb zones per a altres esports com paintball, airsoft i tir amb arc.

## Geografia

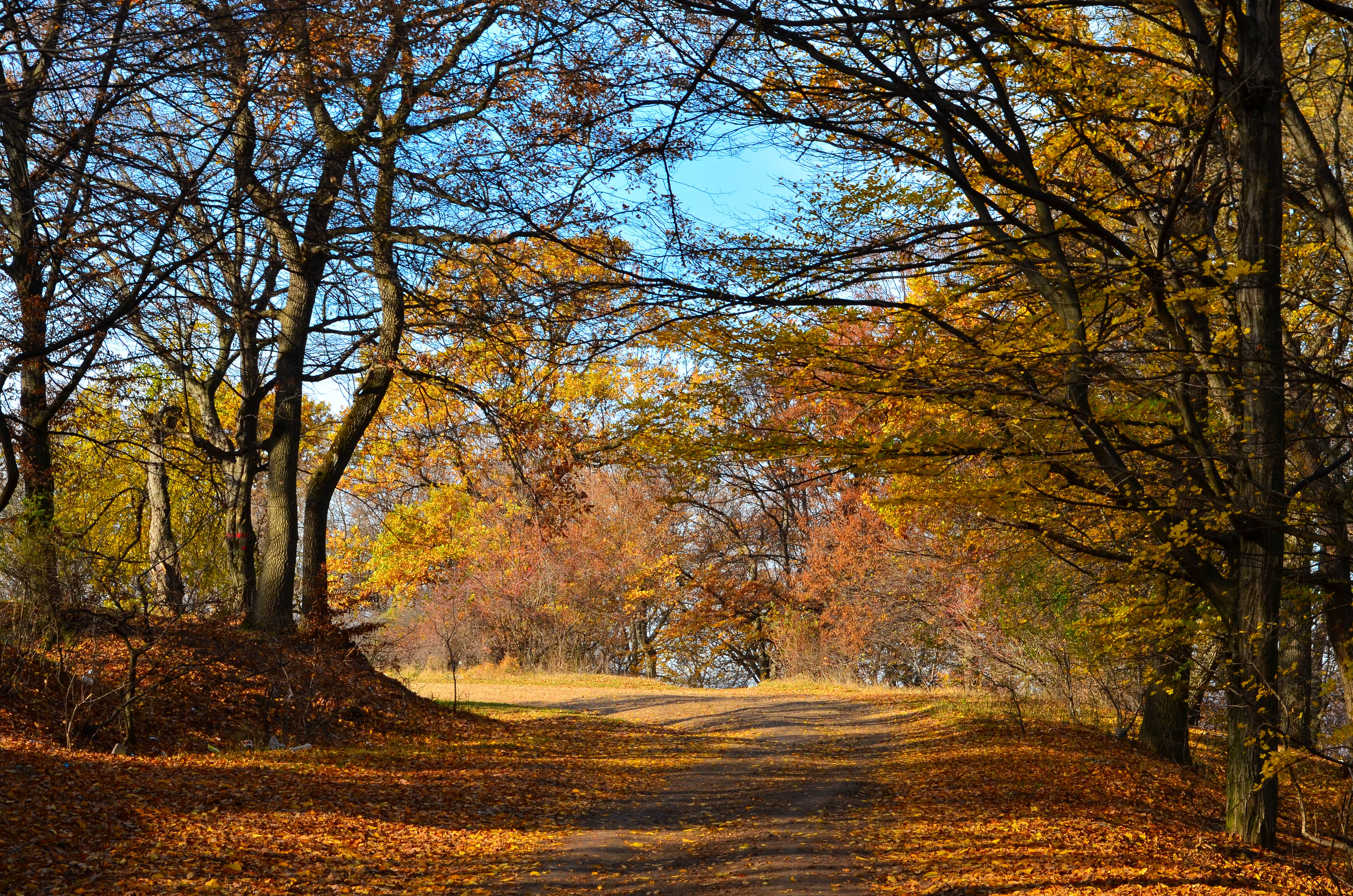
Tardor al bosc de Hoia, novembre de 2012

El bosc ocupa una superfície d'uns 3 quilòmetres quadrats. El seu límit sud comença en una carena que va d'est a oest. No conté el vessant sud escarpat del turó, que neix del riu Someșul Mic. Al nord, el bosc acaba en un vessant més suau, que es troba amb el riu Nadăș.
L'extrem oriental del bosc està vorejat per la Tăietura Turcului, una vall artificial que divideix el turó de nord a sud i conté una carretera de trànsit. L'extrem oest del bosc arriba al vessant nord-est del Dealul Melcilor, prop del bosc de Mujai, que s'estén més cap a l'oest. La vall de Bongar discorre per l'extrem sud d'aquest costat, que conté un alzinar de roure únic a l'estepa meridional. Part de l'extrem nord-est del bosc està vorejat per Valea Lungă (Val llarga), que travessa la pedra calcària de l'Eocè i forma Cheile Baciului, una vall amb vessants asimètrics. Un petit llac natural es troba aigües amunt de Cheile Baciului, a la vora del bosc. Hi ha diverses fonts amb aigua potable a la vora nord del bosc, a Valea Lungă.

## Descobriments arqueològics
L'assentament neolític més antic de Romania (es creu que es va establir cap al 6500 aC) pertanyent a la cultura Starčevo–Kőrös–Criș es va descobrir al nord de Valea Lungă. Entre 1960 i 1994 es van descobrir tombes i cases d'aquest assentament. 

## Llegendes
Segons la llegenda, el bosc Hoia és un punt calent de fenòmens paranormals. Moltes històries de fantasmes i llegendes urbanes contribueixen a la seva popularitat com a atracció turística. Els escèptics diuen que només són històries per a entreteniment i que no tenen proves comprovables. El bosc Hoia ha aparegut en programes de televisió documentals paranormals, des de Ghost Adventures fins a Destination Truth.